# Deoxygenace
Deoxygenace je chemická reakce, při které dochází k odstranění atomu kyslíku z molekuly nebo molekulárního kyslíku (O2) z plynů a rozpouštědel. U organických sloučenin se využívá například na výrobu paliv a v organické syntéze mimo jiné při výrobě léčiv.

## Deoxygenace vazeb C-O

### Nahrazení H2
Kyslíkový atom může být odstraněn pomocí dvou vodíkových atomů (A=O → A) hydrogenolýzou. Tato reakce se často provádí pomocí kovových katalyzátorů a plynného vodíku (H2). Reakční podmínky jsou obvykle tvrdší než u hydrogenace.
Stechiometrickou deoxygenační reakcí je například Wolffova–Kishnerova redukce arylketonů. Nahrazení hydroxylové skupiny vodíkem (A-OH → A-H) je součástí Bartonovy–McCombieovy a Markóovy–Lamovy deoxygenace.

### Přeměna biomasy
Deoxygenace jsou důležitými kroky při výrobě paliv a chemikálií z biomasy. Účinnost částečných deoxygenací se zvyšuje dehydratacemi a dekarboxylacemi.

### Ostatní způsoby
Kyslíkaté skupiny mohou být odstraněny také redukčním párováním ketonů, například v McMurryovově reakci.
Epoxidy lze deoxygenovat oxofilními činidly připravenými smícháním chloridu wolframového a n-butyllithia na alkeny; reakce může proběhnout se zachováním i obrácením konfigurace.

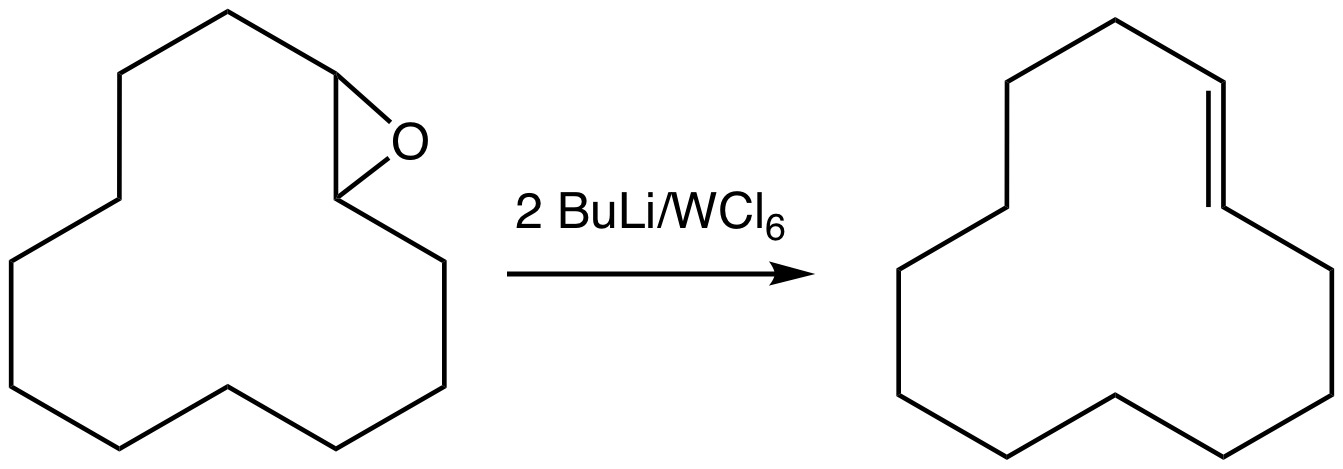
Deoxygenace trans-cyklododecenoxidu, se zachováním konfigurace

## Deoxygenace vazeb S-O a P-O

### Vazby P=O
Fosfor se v přírodě vyskytuje ve formě oxidů, takže k přípravě elementární formy je potřeba provést deoxygenaci. Nejběžnějším postupem je karbotermická redukce, kdy je deoxygenačním činidle uhlík.
4 Ca5(PO4)3F + 18 SiO2 + 30 C → 3 P4 + 30 CO + 18 CaSiO3 + 2 CaF2
U některých deoxygenačních reakcí prováděných v laboratořích lze použít oxofilní sloučeniny prvků hlavní skupiny. Silně oxofilní hexachlordisilan (Si2Cl6) stereospecificky deoxygenuje fosfinoxidy.

### Vazby S=O
K deoxygenaci sirných a dusíkatých oxosloučenin se často používá směs anhydridu kyseliny trifluoroctové a jodidu sodného. Na následujícím obrázku je znázorněna deoxygenace difenylsulfoxidu na difenylsulfid:
Reakční mechanismus spočívá v aktivaci sulfoxidu trifluoracetylovou skupinou a oxidaci jodu. Jod se vytváří kvantitativně a tak se uvedené činidlo používá k důkazu přítomnosti mnohých oxosloučenin.